# Нинков, Павле
Па́вле Ни́нков (серб. Павле Нинков / Pavle Ninkov; 20 апреля 1985, Белград, СФРЮ) — сербский футболист, правый защитник клуба «Земун». Выступал в сборной Сербии.

## Карьера

### Клубная
За всю свою карьеру играл только в белградских командах: начинал в «Железничаре», затем в «Радничках», «Раде» и «Чукаричках» (именно там раскрылся его талант игрока). Нинковым интересовались как «Црвена Звезда», так и её заклятый враг «Партизан», но игрок предпочёл «звездашей» и перешёл в их стан в 2008 году.
Интерес к игроку выражали московское «Динамо», бельгийский «Андерлехт», французская «Тулуза», «Шахтёр» из Донецка и даже расформированный российский клуб «Москва», однако более чем за 2,5 миллиона евро «Црвена Звезда» не желала продавать игрока.
Тем не менее 21 июня 2011 года Нинков перебрался в «Тулузу» за 1 млн евро, поскольку французы остро нуждались в правом защитнике после ухода Мауро Четто в «Палермо».

### В сборной
Провёл 4 товарищеские игры за национальную сборную. Вызывался для подготовки к пекинской Олимпиаде, но в финальный состав не попал.